# Oceano
Pour les articles homonymes, voir Oceano (film) et Andrade.
Oceano Andrade da Cruz, communément appelé Oceano (né à São Vicente au Cap-Vert, alors colonie portugaise le 29 juillet 1962), est un footballeur portugais.

## Biographie
Originaire du Cap-Vert, il immigre au Portugal alors qu'il est enfant.

### Joueur
Formé au poste de milieu défensif il joue parfois aussi en défense centrale durant sa carrière. Il a la particularité de marquer beaucoup du buts pour un joueurs à ce poste et termine même meilleur buteur de son club, le Sporting Clube de Portugal, en 1998 avec dix buts.
Formé à l'Almada Atlético Clube (pt) il y reste jusqu'en 1982 où il s'engage avec le Odivelas Futebol Clube avant de rejoindre l'année suivante Clube Desportivo Nacional de Madère qui évolue en deuxième division portugaise. Après une bonne saison il s'engage au Sporting Portugal en 1984, un des trois clubs portugais principaux. Dès la première saison, il termine à la seconde place du championnat et y joue durant sept saisons jusqu'en 1991. Il découvre ensuite le championnat espagnol pendant trois ans Real Sociedad avant de revenir en 1994 au Sporting. Il y joue quatre nouvelle saison et porte son total à onze avec le club Lisbonne. Surtout il y remporte deux titres, en 1995 et 1998 ainsi qu'une Coupe du Portugal en 1995. À l'intersaison 1998 il s'engage à trente-six ans avec le Toulouse Football Club en Division 1, puis met fin à sa carrière à la fin la saison, à la fin du printemps 1999.
En parallèle de sa carrière en club, Oceano est international portugais. Il compte 54 sélections et 8 buts en équipe du Portugal et en est même parfois le capitaine. Il honora sa première sélection le 30 janvier 1985 lors d'un match amicale contre la Roumanie, sa dernière en 22 avril 1998 lors d'un match amical contre l'Angleterre. Avec le Portugal il dispute notamment la phase finale de l'Euro 1996.

### Entraîneur
Oceano est sélectionneur de l'équipe du Portugal des moins de 21 ans de 2009 à 2010. En 2012 il devient l'entraîneur de l'équipe réserve du Sporting, et assure en octobre 2012 l'intérim à la tête de l'équipe première entre le départ de Ricardo Sá Pinto et l'arrivée de Franky Vercauteren.
En 2014 il devient l’assistant de Carlos Queiroz, sélectionneur de l'équipe nationale iranienne, Iran qui se qualifie alors pour la Coupe du monde 2014. En 2019 Queiroz quitte la sélection iranienne pour prendre la tête de la sélection colombienne et Oceano le suit, toujours en qualité d’entraîneur assistant.

## Clubs
- 1980-1982 : Almada Atlético Clube (pt) ( Portugal)
- 1982-1983 : Odivelas Futebol Clube ( Portugal)
- 1983-1984 : CD Nacional ( Portugal)
- 1984-1991 : Sporting Portugal ( Portugal)
- 1991-1994 : Real Sociedad ( Espagne)
- 1994-1998 : Sporting Portugal ( Portugal)
- 1998-1999 : Toulouse FC ( France)

## Palmarès
- Championnat du Portugal :
  - Vice-champion en 1985, 1995 et 1998

- Coupe du Portugal :
  - Vainqueur en 1995
  - Finaliste en 1987 et 1996

- Supercoupe du Portugal :
  - Vainqueur en 1987 et 1995

- Équipe du Portugal :
  - 54 sélections et 8 buts de 1985 à 1998

## Statistiques
- 6 matchs et 2 buts en Ligue des Champions
- 24 matchs et 3 buts en Coupe de l'UEFA
- 10 matchs et 0 but en Coupe des coupes
- 307 matchs et 39 buts en Superliga
- 96 matchs et 17 buts en Liga
- 30 matchs et 6 buts en Division 1